# Leovigildo Hornay

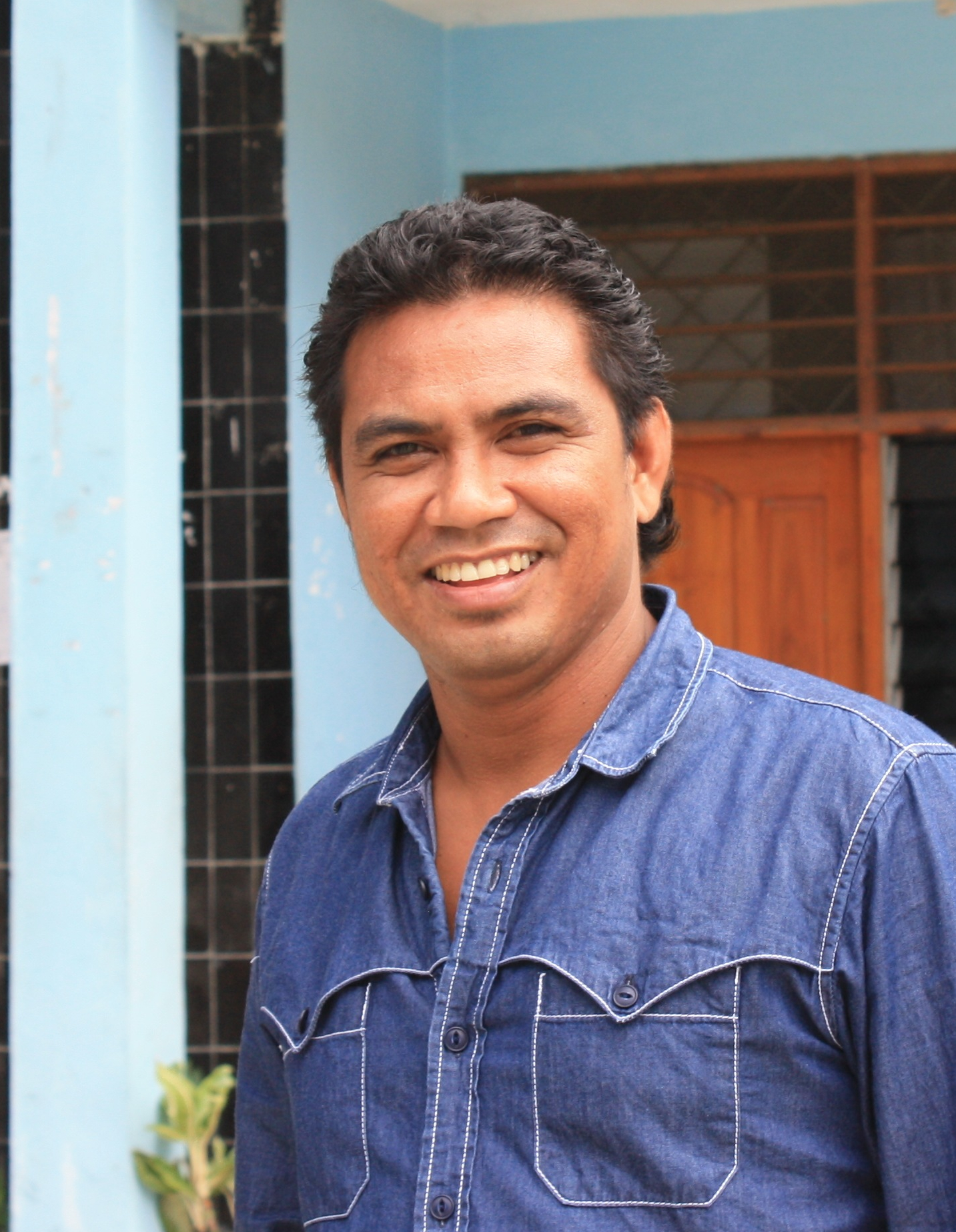
Leovigildo Hornay

Leovigildo da Costa Hornay (* 11. März 1979 in Lospalos), auch Leovigildo Hornai, ist ein osttimoresischer Politiker. Von 2015 bis 2017 war er Staatssekretär für Jugend und Sport.

## Werdegang
Am 16. Februar 2015 wurde Hornay im Rahmen der Regierungsumbildung zum Staatssekretär für Jugend und Sport vereidigt. Davor war er mehrere Jahre Präsident des Conselhu Nasional Juventude Nasinal Timor Leste CNJTL (deutsch Nationaler Jugendrat Osttimors).
Von 2007 bis 2017 war Hornay eines von fünf vom Staatspräsidenten ernannten Mitgliedern des Staatsrats Osttimors,
Mit Antritt der VII. Regierung 2017 schied Hornay aus dem Kabinett aus. Neuer Staatssekretär für Sport wurde Osório Costa, das Ressort Jugend wurde mit dem Ressort Arbeit verbunden und Nívio Leite Magalhães als Staatssekretär zugeordnet.